# Sebastian Kurz
Sebastian Kurz, född 27 augusti 1986 i Wien, är en österrikisk tidigare politiker. Han var Österrikes förbundskansler 2017–2019 och 2020–2021 och partiledare för konservativa Österrikiska folkpartiet 2017–2021. Han var även Österrikes utrikesminister 2013–2017.

## Karriär
Kurz gick ut gymnasieskola 2004 och påbörjade 2005 – efter militärtjänstgöring – juridikstudier vid Wiens universitet.
Kurz parti ÖVP fick i valet till nationalrådet 2017 en relativ majoritet. Den 20 oktober 2017 tillfrågade president Alexander Van der Bellen Kurz officiellt om att lägga fram förslag om bildandet av en ny regering. Den 18 december 2017 svors den nya koalitionsregeringen in med Kurz som förbundskansler och Heinz-Christian Strache, ordförande för Frihetspartiet, som vice förbundskansler.
Kurz har i vissa hänseenden tagit Österrike närmare Visegrádgruppen, särskilt de EU-skeptiska och högerpopulistiska regeringarna med Andrzej Duda i Polen, Viktor Orbán i Ungern och Miloš Zeman i Tjeckien. Även om han utesluter att Österrike ansluter sig till Visegrádgruppen har Kurz sagt att Österrike skulle kunna fungera som en bro mellan västeuropeiska och centraleuropeiska nationer inom EU.

### Avgång och Ibizaskandalen 2019
År 2019 tvingades Kurz bort som Österrikes förbundskansler efter en misstroendeförklaring. Det var första gången i andra republiken som ett misstroendevotum var framgångsrikt trots 185 tidigare försök. Den politiska krisen hade sin orsak i den så kallade Ibizaskandalen kring vicekanslern Heinz-Christian Strache. I en videoinspelning avslöjades Strache med att diskutera riggande av offentliga upphandlingar med en kvinna som han trodde var släkting till en rysk oligark. Det hela utspelade sig i en villa på Ibiza. Efter att Strache avgått bad Kurz president Van der Bellen att även avsätta inrikesministern Herbert Kickl. I protest mot Kickls avsättning lämnade resterande ministrar från högernationalistiska Frihetspartiet sina poster. Kurz utlyste därefter nyval.

### Avgång 2021
I maj 2021 rapporterades att Kurz och hans stabschef var föremål för en utredning beträffande korruption. Utredningen gäller 2019 års utnämning av en "partilojalist", Thomas Schmid, som direktör för ÖBAG, Österrikes suveräna förmögenhetsfond. År 2020 förnekade Kurz under ed att han hade något inflytande på Schmids utnämning, men privata meddelanden mellan Kurz och Schmid har offentliggjorts som tycks motsäga Kurz vittnesmål. I oktober 2021 genomförde Åklagarmyndigheten för näringslivsbrottslighet och korruption husrannsakningar i Kurz kontor och i ÖVP:s partihögkvarter.
Den 8 oktober 2021 begärde ÖVP:s koalitionspartner De Gröna att Kurz skulle avgå och sökte alternativ för att avsätta honom, eftersom de ansåg honom vara olämplig som förbundskansler.
Den 9 oktober 2021, som en följd av korruptionsanklagelser, meddelade Kurz att han avgår som Österrikes förbundskansler och föreslog Alexander Schallenberg som sin efterträdare. Efter att ha avgått som kansler blev Kurz ÖVP:s gruppledare i nationalrådet.